# Villiers-Saint-Denis
 Villiers-Saint-Denis  là một xã ở tỉnh Allier, vùng Hauts-de-France thuộc miền bắc nước Pháp.